# HMS Holland 2
HMS Holland 2 – brytyjski okręt podwodny typu Holland, który uznawany jest za jeden z pierwszych okrętów podwodnych Royal Navy. Zwodowany jako druga jednostka typu, z powodu przedłużających się prac wyposażeniowych na HMS „Holland 1”, wszedł do służby jako pierwsza jednostka.

## Projekt i budowa
Admiralicja brytyjska do początków XX wieku nie uważała okrętów podwodnych za skuteczny rodzaj uzbrojenia. Dopiero powstanie pierwszych udanych konstrukcji tego typu we Francji i Stanach Zjednoczonych doprowadziło do zamówienia pierwszych okrętów podwodnych dla Royal Navy. Ponieważ żadna z brytyjskich stoczni nie miała doświadczenia w budowie jednostek tego typu, zdecydowano się na zakup licencji na budowę okrętów typu Holland od Electric Boat Company, która wykupiła prawa do ich budowy od swojego założyciela – Johna Hollanda.
W listopadzie 1900 roku podjęto decyzję o budowie w brytyjskich stoczniach pięciu okrętów tego typu. Kontrakt ze stocznią Vickers został podpisany w grudniu 1900 roku. Budowa pierwszej jednostki rozpoczęła się 19 lutego 1901 roku w Barrow-in-Furness. Nazwa hali, w której budowano okręt, w celu zachowania tajemnicy została opisana jako miejsce budowy jachtów. Części okrętu powstające w ogólnodostępnej części stoczni, także w celu zapewnienia tajemnicy, nosiły oznaczenie "pontoon no 1". Wodowanie, które nastąpiło 21 lutego 1902 roku, w odróżnieniu od pierwszej budowanej jednostki typu, nie odbywało się w warunkach zachowania tajemnicy. 
Koszt budowy okrętu wyniósł 35 tysięcy funtów .

## Służba
HMS „Holland 2” pomimo tego że został zwodowany jako druga jednostka typu, wszedł do służby jako pierwszy 1 sierpnia 1902 roku, z powodu przedłużających się prac wyposażeniowych na HMS „Holland 1”. Po wejściu do służby, podczas testów, okręt podczas nieplanowanego manewru zszedł na głębokość 78 stóp, co było rekordem dla okrętów typu Holland. W grudniu 1902 roku, okręt doznał niewielkich uszkodzeń kadłuba, gdy po zniesieniu przez silny prąd, wynurzając się, uderzył w znajdującą się na powierzchni brygantynę.
W październiku 1904 roku na Morzu Północnym rosyjskie okręty Drugiej Eskadry Pacyfiku ostrzelały pomyłkowo grupę brytyjskich kutrów rybackich łowiących ryby w rejonie Dogger Bank. W odpowiedzi na to zdarzenie z bazy w Portsmouth wyszła grupa okrętów podwodnych, wśród których był HMS „Holland 2”, które miały zaatakować rosyjskie okręty. Ostatecznie brytyjskie okręty odwołano do bazy przed planowanym atakiem.
Okręt został wycofany ze służby w 1913 roku i sprzedany na złom.